# Rödsjön, Dalarna
Rödsjön är en sjö i Falu kommun i Dalarna och ingår i Dalälvens huvudavrinningsområde.